# Alma Sundquist
Alma Maria Katarina Sundquist (1872-1940) est une médecin suédoise. Elle est présidente de l'Association suédoise des femmes diplômées des universités de 1918 à 1924.

## Biographie
Alma Sundquist naît le 23 mars 1872 à Torp, dans la province suédoise du Medelpad, cadette des trois filles du maître de poste Johan Erik Sundquist et de Katharina Kristina Holmer. Après la mort de son père, la famille s'installe à Sundsvall puis à Stockholm où elle obtient son diplôme de fin d'études secondaires au lycée Wallinska en 1891. Elle s'inscrit à l'université d'Uppsala où elle entreprend les études propédeutiques en médecine et philosophie. Elle étudie la médecine à l'Institut Karolinska et obtient son diplôme de médecin en 1900. Elle est membre fondatrice de l'Association des étudiantes d'Uppsala en 1892.

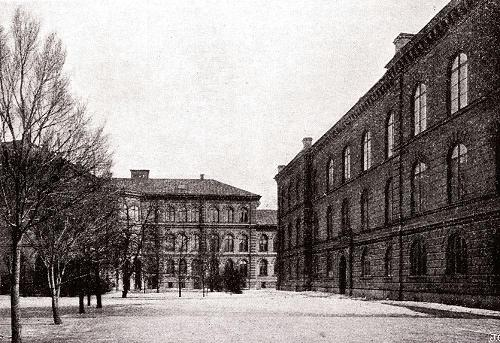
Institut Karolinska, Stockholm

## Carrière médicale et engagements institutionnels
En 1901, Sundquist ouvre un cabinet médical privé à Stockholm qu'elle dirige jusqu'en 1939. Spécialisée en gynécologie, maladies vénériennes et dermatologie, elle enseigne l'hygiène dans les écoles de filles et donne des conférences sur l'éducation sexuelle, la contraception et les maladies vénériennes. Elle est médecin scolaire de 1902 à 1918 à l'école privée pour filles Detthowska School (sv) et en 1903 travaille à la polyclinique de la ville de Stockholm spécialisée dans les maladies sexuellement transmissibles.
Les expériences médicales de Sundquist l'ont amenée à s'engager dans des réformes sociales s'attaquant aux problèmes rencontrés par les femmes. Elle est une pionnière de la campagne pour le suffrage des femmes, rejoignant le conseil d'administration lors de la réunion inaugurale de l'Association suédoise pour le droit de vote des femmes (Föreningen för kvinnans politiska rösträtt) (FKPR) en juin 1902. Alma Sundquist est présidente de l'Association suédoise des femmes diplômées des universités (ABKF) de 1918 à 1924, une fonction où elle succède à Karolina Widerström. Andrea Andreen, médecin elle aussi, lui succède en 1924.
En 1916, Sundquist participe à deux conférences de l'historienne Lydia Wahlström destinées aux femmes médecins et étudiantes en médecine. Un comité permanent des femmes médecins (Kvinnliga läkares permanenta kommitte (KLPK) qui demande la modification des lois qui empêchaient les femmes de travailler comme professionnelles dans le domaine médical, et aide d'autres femmes universitaires dans des efforts similaires est créé.
Sundquist participe à l'Assemblée constitutive de 1922 de l'Association internationale des femmes médecins à Genève et elle en est présidente de 1934 à 1937 . En 1930, avec Bascomb Johnson, un écrivain américain, et Karol Pindór (pl), diplomate polonais, Sundquist a été nommé par la Société des Nations pour préparer un rapport sur la traite des femmes et des enfants en Asie.
Alma Sundquist meurt à Stockholm le 7 janvier 1940.

## Publications
- (sv) « Skyddslagstiftning för kvinnor », Morgonbris, Stockholm, Socialdemokratiska Kvinnokongressens Verkställandc Utskott, no 1,‎ février 1908, p. 9–10 (ISSN 0027-1101, lire en ligne)
- avec (sv) Julia Kinberg, Handledning i sexuell undervisning och uppfostran, Stockholm, Bonnier, 1909 (OCLC 14789394)
- (sv) Om behandlingen af gonorré hos kvinnan, Stockholm, 1910 (OCLC 185404821)
- (sv) Kommittébetänkandet angående åtgärder för motarbetande af de smittosamma könssjukdomarnas spridning, Stockholm, 1911 (OCLC 185404826)
- (sv) « Den s.k. reglementeringskommitténs betänkande », Morgonbris, Stockholm, Socialdemokratiska Kvinnokongressens Verkställandc Utskott, no 3,‎ mars 1911, p. 3–4 (ISSN 0027-1101, lire en ligne)
- (sv) « Lika lön för lika arbete: varför män böra arbeta för kvinnans politiska rösträtt », Rösträtt för Kvinnor, Stockholm, Landsföreningen för kvinnans politiska rösträtt, vol. 2, no 7,‎ 1er avril 1913, p. 1–2 (lire en ligne)
- (sv) Samhället och prostitutionen: ett föredrag, Stockholm, Ljus, 1913b (OCLC 186346955)
- (sv) « De smittosamma könssjukdomarnas bekämpande och reglementeringen », Rösträtt för Kvinnor, Stockholm, Landsföreningen för kvinnans politiska rösträtt, vol. 7, no 7,‎ 1er avril 1918, p. 2–3 (lire en ligne)
- (sv) « Internationella arbeterskekonferensen i Washington », Morgonbris, Stockholm, Socialdemokratiska Kvinnokongressens Verkställandc Utskott, no 2,‎ février 1920, p. 1–2 (ISSN 0027-1101, lire en ligne)
- (sv) « Internationella arbeterskekonferensen i Washington Fortsatt », Morgonbris, Stockholm, Socialdemokratiska Kvinnokongressens Verkställandc Utskott, no 3,‎ mars 1920, p. 1–3 (ISSN 0027-1101, lire en ligne)
- (sv) « Kring en uppfostringsfråga », Tidevarvet, Stockholm, Linkoln Bloms boktr, vol. 19, no 5,‎ 1927, p. 2 (lire en ligne)
- (sv) avec Karolina Widerström, Anatomiska väggtavlor, Stockholm, Norstedt & Söner Skolmateriellavd, 1928 (OCLC 186207494)
- (sv) « Glimtar från Wien », Tidevarvet, Stockholm, Linkoln Bloms boktr, vol. 7, no 13,‎ 5 janvier 1929, p. 3 (lire en ligne)
- (sv) « Kongressdagar i Berlin », Tidevarvet, Stockholm, Linkoln Bloms boktr, vol. 7, no 26,‎ 29 juin 1929, p. 1, 4 (lire en ligne)
- avec (da) Julia von Sneidern, Vejledning i seksuel Undervisning for Lærer og Forældre, Copenhague, Gyldendal, 1932 (OCLC 61035608)
- (sv) « Handeln med kvinnor och barn », Hertha, Stockholm, Fredrika-Bremer Association, no 24,‎ 1937, p. 268–269 (ISSN 0018-0912, OCLC 939254105)